# Tranvía Mataró-Argentona

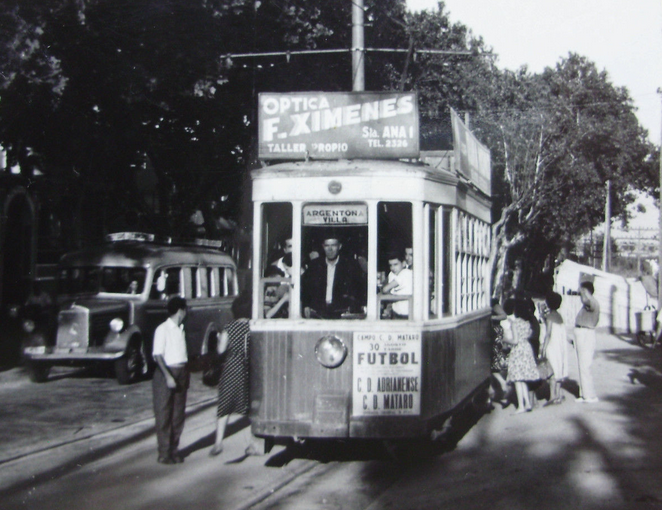
Tranvía Mataró a Argentona, 1960

El tranvía de Mataró-Argentona utilizaba unidades fabricadas por el constructor Lladró i Cunyat de Almácera, (Valencia). Este tranvía se creó en 1926 pero no se puso en funcionamiento hasta el 27 de mayo de 1928 (96 años).

## Historia
El 5 de diciembre de 1917 el D. Antonio Gaillard y Clouchier pidió una solicitud para la creación de una línea de tranvías. 
La compañía del tranvía fue creada el 3 de agosto de 1926 con el nombre de "Compañía Anónima del Tranvía de Mataró a Argentona.
La línea tenía una longitud de 5.800 m y 1000 mm de ancho. Centenares de mataronenses se reunieron el domingo 27 de mayo de 1928 en la plaza Granollers de Mataró para asistir en la inauguración de aquel acto de gran relevancia histórica local.
Esta línea ofrecía un tramo directo entre la ciudad y la villa. En esos momentos había un servicio de tres tranvías, el N.º 1, N.º 2 y el N.º 3. 
En Argentona había un gran número de veraneantes y eso provocó que la compañía creara en 1929 un nuevo tranvía, el más grande y lujoso de los cuatro, éste llamado 'El Gros" (El Grande) el número 4 fue diseñado y construido en Mataró en unos talleres ubicados en la calle San Isidoro esquina Moratin por Joan Torrent Gifré, posteriormente con una vía provisional se incorporó a la de la calle San Isidoro. Estos tranvías tenían unos servicios de media hora cada uno para facilitar los horarios de los trabajadores.
Durante el transcurso de la guerra civil el tranvía funcionaba en su totalidad y sin interrupción. 
En Cerdanyola, un barrio de Mataró, hubo un gran aumento de población inmigrante. Estos utilizaban con mayor frecuencia la línea de tranvías para facilitar el desplazamiento entre Mataró y Argentona y los puntos intermedios para poder ir a trabajar. 
En los años 50 aumentaron los pasajeros, ampliando también el número de tranvías hasta el N.º 6. En el 1962 al ver la gran multitud de gente que usaba esos servicios se decidió comprar dos tranvías más. Los cuales no llegaron a su funcionamiento por las frecuentes averías y los malos resultados. 
A partir de 1962 los servicios y el uso de los tranvías fueron disminuyendo realizando un servicio cada hora, pero añadiendo un autobús cada treinta minutos para mantener la frecuencia establecida hasta el momento.
Finalmente el 9 de octubre de 1965 se produjo el cierre y se clausuró oficialmente en el 1966. Los motivos del cierre fueron:
- continuos conflictos entre el Ayuntamiento de Mataró y la compañía propietaria del Tranvía a causa del crecimiento del parque automovilístico.
- fuertes rieradas dañaron el puente de la riera de Argentona e inundaron también en Mataró la subcentral eléctrica inutilizando todo el sistema. Los costes de reparación eran muy elevados para esa época.[2]

## Fechas
En la Villa de Argentona hubo muchas celebraciones populares cuando la línea cumplió el 31 de mayo de 1953 su 25 Aniversario.
Esta celebración se realizó con una misa en la parroquia de Sant Josep con actos conmemorativos por la muerte de accionistas, consejeros y trabajadores. Seguidamente las autoridades e invitados cogieron el tranvía para desplazarse a Argentona donde el Alcalde Josep Fortí Ros en nombre de la corporación proclamó a su padre como hijo predilecto de Argentona. 

## Acontecimientos
Esta línea de tranvías tuvo diversos siniestros, entre ellos dos mortales. 
El primero ocurrió el viernes 11 de julio de 1952 en la calle de Argentona, cuando en empleado de la oficina de contribuciones intentó subir al tranvía cuando este estaba en marcha, Resbaló y por desgracia fue a parar debajo las ruedas, muriendo horas más tarde.
El segundo fue el 1 de octubre de 1961 hubo una gran acumulación de arena en la vía debido a las intensas lluvias ocurridas la noche anterior. Estas provocaron el descarrilamiento y vuelco del N.º 3 provocando 40 heridos, algunos graves.

## Legado
La Trinca, grupo de música de la misma comarca, le dedicó una canción.
Actualmente se conservan tres de los tranvías: uno está expuesto en la Plaça Nova de Argentona, otro en la Rotonda Granollers de Mataró, y otro en el Museo del Ferrocarril de Catalunya.
En ciertas zonas de Argentona todavía hay las vías.